# Ла-Форс, Огюст де
Огюст Арман Гислен Мари Жозеф Номпар де Комон (фр. Auguste Armand Ghislain Marie Joseph Nompar de Caumont; 18 августа 1878, Дьеп — 3 октября 1961, Сент-Обен-де-Локене (фр.)), 14-й герцог де Лафорс — французский историк и писатель.

## Биография
Сын Оливье Эмманюэля де Комона, герцога де Лафорса, и Жанны де Майе де Латур-Ландри, внук Огюста Люка Номпара де Комона, герцога де Лафорса.
Получил домашнее начальное образование, в 1892 году поступил в иезуитский экстернат на рю де Мадрид в Париже, в 1899 году получил диплом Свободной школы политических наук (фр.), в которой прослушал курсы Альбера Сореля и Альбера Вандаля, определившие его историческое призвание.
Специалист по XVII веку, герцог де Лафорс написал множество работ по истории Великого века, привлекая материалы из семейного архива рода Комонов. Первую известность ему принесло сочинение о наполеоновском губернаторе Голландии Лебрёне, удостоенное в 1908 году Теруанской премии (фр.).
19 ноября 1925 был избран в члены Французской академии 17 голосами против 13, поданных за Эмиля Маля. Это избрание считалось победой «партии герцогов», позиции которой ослабли со времен смерти герцога Одифре-Паскье двадцатью годами ранее. Был принят в состав Академии Морисом Донне 10 февраля 1927, и в свою очередь в 1937 году принял кардинала Гранта, а в 1945-м — Андре Сигфрида.
Среди наиболее значительных работ Лафорса — сочинения о его родственнике герцоге де Лозёне и Великом Конти, удостоенные Большой премии Гобера, биографии Великой Мадемуазели, маршала Лафорса и кардинала Ришельё.
В 1927—1928 годах герцог де Лафорс был президентом Общества истории Франции, а во втором триместре 1932 года президентом Французского института.

## Награды
- Офицер ордена Почетного легиона
- Командор ордена Пия IX
- Рыцарь Большого креста ордена Святого Сильвестра

## Семья
Жена (30.06.1908): Мари Тереза Анн Таис де Ноай (1886—1956), дочь виконта Амблара Мари Раймона Амеде де Ноая, капитана пехоты, и Сюзанны де Гуржо
Дети:
- маркиз Бертран Мари Жозеф де Комон (1910—1912)
- Жак Номпар де Комон (29.11.1912—7.8.1985), герцог де Лафорс. Жена (12.04.1939): Моник Мари Шарлотта де Ларошфуко (16.06.1919—27.12.2007), дочь Жильбера де Ларошфуко, герцога де Ларош-Гийона, и принцессы Элен де Латремуй, герцогини де Туар
- Шарлотта Мари Бланш Сюзанна Элизабет Мишель Номпар де Комон (29.09.1917—19.12.2002). Муж (25.07.1936): Франсуа Аженор Александр Эли де Ноай (1905—2009), 9-й герцог де Ноай, 7-й герцог д’Айен
- маркиз Бертран Оливье Мари Огюст де Комон (22.01.1920—19.02.1952). Жена (1.10.1940): Женевьева Моник Мари Ашет (1.10.1923—2.05.1969), дочь издателя Луи Андре Марселя Ашета и Бланш Дарбу
- Маргерит Бланш Мари Тереза Элизабет де Комон-Лафорс (6.06.1923—16.09.1995). Муж (22.10.1942): Жан Мари Сезар Гастон Мишель Антуан де Шуазёль (1915—2002) 9-й герцог де Прален

## Сочинения
- Deux favorites, Madame de Balbi et Madame de Polastron (1907)
- Les Reines de l’émigration (1908) Internet Archive
- L’Architrésorier Lebrun, gouverneur de la Hollande, 1810—1813 (1907) (Теруанская премия, 1908) Internet Archive
- Anne de Caumont-La Force, comtesse de Balbi (1909)
- Lauzun un courtisan du Grand Roi (1913) (Большая премия Гобера, 1914) Internet Archive
- Le grand Conti (1922) (Большая премия Гобера, 1922)
- Les Prisons du Bossu de la Fronde: Armand de Bourbon, prince de Conti // Revue des deux mondes (1922)
- Le Maréchal de La Force, un serviteur de sept rois (1558—1652). T. I—II (1924—1928) Internet Archive
- La Grande Mademoiselle (1927)
- La Vie amoureuse de la Grande Mademoiselle (1927, 1931)
- Comédies sanglantes, drames intimes (1930)
- Le Duc de La Force (1931)
- La Vie courante hier et aujourd’hui: une fantaisie de Madame Du Barry (1932)
- Histoire du cardinal de Richelieu, 4 tomes (1932—1947)
- Dames d’autrefois (1933)
- Claire Marie de Nassau: princesse de Ligne (1936)
- Femmes fortes (1936)
- Histoire et portraits (1937)
- Pierre de Nolhac (1938)
- Chateaubriand au travail (1941)
- De Bayard au Roi Soleil (1946)
- Le Beau passé… (1946)
- De Colbert à Marat (1946)
- En suivant nos pères (1952)
- Journal 1817—1848 (1955)
- Louis XIV et sa cour (1956)
- Amours et usages de jadis (1959)
- Les Caumont La Force; dix siècles d’histoire de France (1960)
- Les Châteaux de la Sarthe (1960)
- La Fin de la douceur de vivre; souvenirs 1878—1914 (1961)
- En marge de l’Académie (1962)
- Églises et abbayes de la Sarthe (1971)